# Ammophila insignis
Ammophila insignis är en biart som beskrevs av Frederick Smith 1856.
Ammophila insignis ingår i släktet Ammophila och familjen grävsteklar.

## Underarter
Arten delas in i följande underarter:
- Ammophila insignis egregia
- Ammophila insignis insignis
- Ammophila insignis litoralis